# Szorosad, Somogy
Szorosad  este un sat în districtul Tab, județul Somogy, Ungaria, având o populație de 109 locuitori (2011). 

## Demografie
Componența etnică a satului Szorosad
     Maghiari (100%)
Componența confesională a satului Szorosad
     Romano-catolici (65,14%)
     Fără religie (8,26%)
     Reformați (6,42%)
     Luterani (2,75%)
     Necunoscută (17,43%)
Conform recensământului din 2011, satul Szorosad avea 109 locuitori. Din punct de vedere etnic, majoritatea locuitorilor (100,0%) erau maghiari.  Din punct de vedere confesional, majoritatea locuitorilor (65,14%) erau romano-catolici, existând și minorități de persoane fără religie (8,26%), reformați (6,42%) și luterani (2,75%). Pentru 17,43% din locuitori nu este cunoscută apartenența confesională.